# 奥德河畔康帕涅
奥德河畔康帕涅（法語：Campagne-sur-Aude，法語發音：[kɑ̃paɲ syʁ od] ⓘ）是法国奥德省的一个市镇，位于该省南部偏西，属于利穆区。

## 地理
奥德河畔康帕涅（42°55'0"N, 2°12'25"E）面积5.97 平方千米，位于法国奧克西塔尼大區奥德省，该省份为法国南部沿海省份，北起塔恩省，西北接上加龙省，西接阿列日省，南至东比利牛斯省，东临地中海，东北与埃罗省接壤。
与奥德河畔康帕涅接壤的市镇（或旧市镇、城区）包括：埃斯佩拉扎、圣费里奥尔、瓦勒迪法比、基扬。

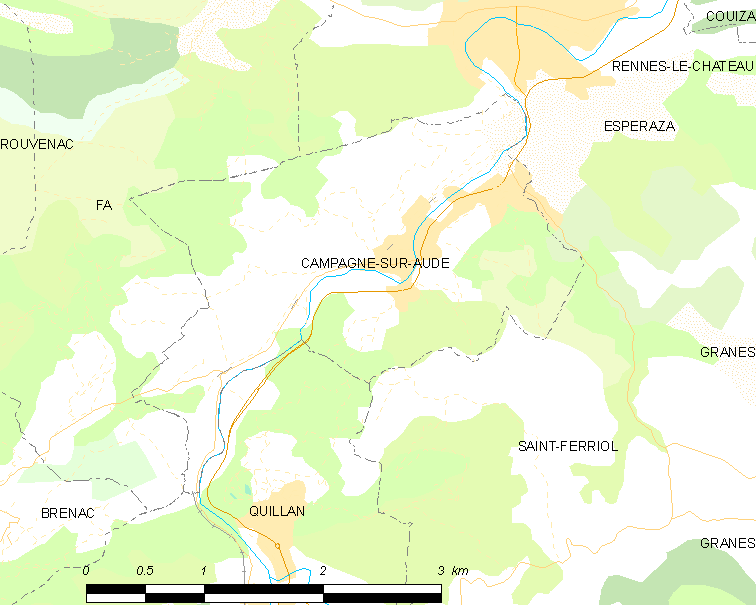
奥德河畔康帕涅的OSM定位图

奥德河畔康帕涅的时区为UTC+01:00、UTC+02:00（夏令时）。

## 行政
奥德河畔康帕涅的邮政编码为11260，INSEE市镇编码为11063。

## 政治
奥德河畔康帕涅所属的省级选区为上奥德河谷县。

## 人口

1962-2008年间奥德河畔康帕涅人口变化图示

奥德河畔康帕涅于2022年1月1日时的人口数量为616人。